# فرودگاه ترنتون
فرودگاه ترنتون (به انگلیسی: Trenton Aerodrome) یک فرودگاه همگانی است . این فرودگاه در کشور کانادا قرار دارد و در ارتفاع ۹۷ متری از سطح دریا واقع شده است.